# Орта, Лале
Лале Орта (тур. Lale Orta; род. 1 апреля 1960, Гюмюшхане) — турецкая футболистка, тренер, спортивный комментатор и судья. Первая представительница Турции, включённая в список судей ФИФА.

## Биография
Училась в школах Аксарая, Джибали и Бакыркёя. Затем поступила на финансовый факультет университета Мармара, который окончила в 1986 году. После этого училась в том же университете в 1993 году получила степень магистра в области физической культуры. В 2002 году получила степень доктора философии за работу «Аналитический подход к футбольным организациям в Турции и мире» (тур. Dünyada ve Türkiye'de futbol organizasyonları üzerine analitik bir yaklaşım).
В 1998—2003 годах преподавала в стамбульском техническом университете. С 2003 по 2009 году — читала лекции в Университете 18 марта в Чанаккале.

### Спортивная карьера
В 1976—1989 годах была вратарём и капитаном первой турецкой женской футбольной команды «Достлукспор». Позднее она стала первой женщиной, получившей сертификат футбольного тренера, после этого работала тренером в клубе «Достлукспор», также тренировала национальную женскую футбольную команду.

### Личная жизнь
Замужем. Муж — актёр театра и кино Ахмет Орта.